# Flecha Valona Femenina 2020
La 23.ª edición del Flecha Valona Femenina se celebró el 30 de septiembre de 2020 sobre un recorrido de 124  km con inicio y final en la ciudad de Huy en Bélgica rematando en el conocido Muro de Huy.
La carrera hizo parte del UCI WorldTour Femenino 2020 como competencia de categoría 1.WWT del calendario ciclístico de máximo nivel mundial siendo la sexta carrera de dicho circuito y fue ganada por la ciclista neerlandesa Anna van der Breggen del equipo Boels-Dolmans, quien con esta victoria sumó su sexto triunfo consecutivo en la carrera. El podio lo completaron la ciclista danesa Cecilie Uttrup Ludwig del equipo FDJ Nouvelle Aquitaine Futuroscope y la también ciclista neerlandesa Demi Vollering del equipo Parkhotel Valkenburg.

## Recorrido
El recorrido fue similar al de la edición anterior y estuvo compuesto por un gran circuito seguido por circuito menor. Se subieron 7 cotas, que se indican a continuación:
| N.º | Nombre                     | Longitud (m) | Pendiente media | km    | km a la llegada |
| --- | -------------------------- | ------------ | --------------- | ----- | --------------- |
| 1   | Côte de Warre              | 45           | 2 200           | 4,9 % | 79              |
| 2   | Côte d'Ereffe              | 72,5         | 2 100           | 5 %   | 51,5            |
| 3   | Côte de Cherave            | 82           | 1 800           | 6,5 % | 42              |
| 4   | Muro de Huy                | 92           | 1 300           | 9,6 % | 32              |
| 5   | Côte d'Ereffe              | 104,5        | 2 100           | 5 %   | 19,5            |
| 6   | Côte du chemin des Gueuses | 114          | 1 800           | 6,5 % | 10              |
| 7   | Muro de Huy                | 124          | 1 300           | 9,6 % | 0               |

## Equipos
Tomaron parte en la carrera un total de 24 equipos invitados por la organización, 8 de los cuales fueron de categoría UCI WordTeam Femenino y 15 de categoría UCI Women's continental teams, quienes conformaron un pelotón de 133 ciclistas de las cuales terminaron 104. Los equipos participantes fueron:
| translation for headoftableIII_translate index 58 not found (8)- Alé BTC Ljubljana - Canyon-SRAM Racing - CCC-Liv - FDJ-Nouvelle Aquitaine-Futuroscope - Mitchelton-Scott - Movistar Team - Sunweb Women - Trek-Segafredo UCI Women's continental teams (8)- Arkéa Pro Cycling Team - Paule Ka - Boels Dolmans - Ceratizit-WNT Pro Cycling - Charente-Maritime Women Cycling - Ciclotel - Cogeas Mettler Look - Tibco-Silicon Valley Bank Unknown team category (8)- Aromitalia Vaiano - Astana Women's - Chevalmeire - Doltcini-Van Eyck Sport - Lotto Soudal Ladies - Massi Tactic - Parkhotel Valkenburg-Destil - Valcar-Travel & Service |
| |

## Clasificaciones finales
Las clasificaciones finalizaron de la siguiente forma:

### Clasificación general
| \| Clasificación general \| Clasificación general \| Clasificación general \| Clasificación general \| Clasificación general \| \| Ciclista \| Ciclista \| Equipo \| Tiempo \| \| \| --------------------- \| ---------------------- \| ---------------------------------- \| --------------------- \| --------------------- \| \| 1.ª \| Anna van der Breggen \| Boels Dolmans \| 3 h 17 min 28 s \| \| \| 2.ª \| Cecilie Uttrup Ludwig \| FDJ-Nouvelle Aquitaine-Futuroscope \| + 2 s \| \| \| 3.ª \| Demi Vollering \| Parkhotel Valkenburg \| + 6 s \| \| \| 4.ª \| Lizzie Deignan \| Trek-Segafredo \| + 11 s \| \| \| 5.ª \| Elisa Longo Borghini \| Trek-Segafredo \| + 11 s \| \| \| 6.ª \| Ashleigh Moolman-Pasio \| CCC-Liv \| + 11 s \| \| \| 7.ª \| Mikayla Harvey \| Paule Ka \| + 11 s \| \| \| 8.ª \| Liane Lippert \| Sunweb \| + 18 s \| \| \| 9.ª \| Marianne Vos \| CCC-Liv \| + 22 s \| \| \| 10.ª \| Katarzyna Niewiadoma \| Canyon-SRAM Racing \| + 25 s \| \| |                        |                                    |                 |
| |                        |                                    |                 |
| Fuente: ProCyclingStats |                        |                                    |                 |
| Clasificación general |                        |                                    |                 |
| Ciclista | Ciclista               | Equipo                             | Tiempo          |
| 1.ª | Anna van der Breggen   | Boels Dolmans                      | 3 h 17 min 28 s |
| 2.ª | Cecilie Uttrup Ludwig  | FDJ-Nouvelle Aquitaine-Futuroscope | + 2 s           |
| 3.ª | Demi Vollering         | Parkhotel Valkenburg               | + 6 s           |
| 4.ª | Lizzie Deignan         | Trek-Segafredo                     | + 11 s          |
| 5.ª | Elisa Longo Borghini   | Trek-Segafredo                     | + 11 s          |
| 6.ª | Ashleigh Moolman-Pasio | CCC-Liv                            | + 11 s          |
| 7.ª | Mikayla Harvey         | Paule Ka                           | + 11 s          |
| 8.ª | Liane Lippert          | Sunweb                             | + 18 s          |
| 9.ª | Marianne Vos           | CCC-Liv                            | + 22 s          |
| 10.ª | Katarzyna Niewiadoma   | Canyon-SRAM Racing                 | + 25 s          |

## Ciclistas participantes y posiciones finales
Convenciones:
- AB-N: Abandono en la etapa "N"
- FLT-N: Retiro por llegada fuera del límite de tiempo en la etapa "N"
- NTS-N: No tomó la salida para la etapa "N"
- DES-N: Descalificado o expulsado en la etapa "N"

## UCI WorldTour Femenino
La Flecha Valona Femenina otorgó puntos para el UCI World Ranking Femenino y el UCI WorldTour Femenino para corredoras de los equipos en las categorías UCI Team Femenino. Las siguientes tablas muestran el baremo de puntuación y las 10 corredoras que obtuvieron más puntos:
| Posición   | 1.ª | 2.ª | 3.ª | 4.ª | 5.ª | 6.ª | 7.ª | 8.ª | 9.ª | 10.ª | 11.ª | 12.ª | 13.ª | 14.ª | 15.ª | 16.ª-20.ª | 21.ª-30.ª | 31.ª-40.ª |
| Puntuación | 400 | 320 | 260 | 220 | 180 | 140 | 120 | 100 | 80  | 68   | 56   | 48   | 40   | 32   | 28   | 24        | 16        | 8         |

| Clasificación |                       |                                    |        |
| Posición      | Ciclista              | Equipo                             | Puntos |
| ------------- | --------------------- | ---------------------------------- | ------ |
| 1.ª           | Anna van der Breggen  | Boels-Dolmans                      | 400    |
| 2.ª           | Cecilie Uttrup Ludwig | FDJ Nouvelle Aquitaine Futuroscope | 320    |
| 3.ª           | Demi Vollering        | Parkhotel Valkenburg               | 260    |
| 4.ª           | Elizabeth Deignan     | Trek-Segafredo                     | 220    |
| 5.ª           | Elisa Longo Borghini  | Trek-Segafredo                     | 180    |
| 6.ª           | Ashleigh Moolman      | CCC-Liv                            | 140    |
| 7.ª           | Mikayla Harvey        | Paule Ka                           | 120    |
| 8.ª           | Liane Lippert         | Sunweb                             | 100    |
| 9.ª           | Marianne Vos          | CCC-Liv                            | 80     |
| 10.ª          | Katarzyna Niewiadoma  | Canyon SRAM Racing                 | 68     |